# Stenocephalemys albipes
Stenocephalemys albipes és una espècie de mamífer rosegador de la família dels múrids. Viu a altituds d'entre 800 i 3.300 msnm a Eritrea i Etiòpia. Els seus hàbitats naturals són els boscos montans, els matollars i els camps de conreu adjacents. És una espècie en risc mínim, és a dir, no sembla que hi hagi cap amenaça significativa per a la seva supervivència. El seu nom específic, albipes, significa 'de peus blancs' en llatí.